# 歐亞鴝
歐亞鴝，又名知更鳥，是一種小型的雀形目鳥類，曾被界定為鸫亚科，現歸類為鹟科。歐洲很常見，由西伯利亞至阿爾及利亞，遠至大西洋的亚速尔群岛和马德拉群岛，以及東南面的高加索山脈，也有其蹤跡。
牠是歐洲常見的鳴禽，身長12.5–14.0厘米（5.0–5.5英寸），性好戰，因胸前鮮艷的羽毛最初被稱作redbreast（紅色胸脯）。15世紀歐洲時興以人名稱呼常見動物，時人稱它為Robin redbreast，後來簡略為robin（Lack，1953：44）。
叫聲囀鳴似笛，在繁殖季節由早至傍晚鳴叫，甚至夜晚，所以有人將牠與夜鶯混淆。冬季時雌鳥會另覓地方以便餵養小鳥，雄鳥則留守舊巢，全年居於同一地點。愛在縫隙、小洞甚至人造物料如棄置水壺築巢。小歐亞鴝羽毛顏色並不顯著，在從巢中飛出來的2至3個月後，紅色的羽毛開始在下巴長出，再過2至3個月，鮮艷的羽毛特徵漸漸形成。
在英國、愛爾蘭等地的花園，歐亞鴝很常見，牠們也不怕人，會趁園丁掘土時飛近尋找蚯蚓。雄性歐亞鴝對入侵地盤者有很大反應，就算沒有被挑釁也會作出攻擊，這跟牠給予大眾的和善觀感不太相符。
英國的歐亞鴝大部分長居，但有小部分雌鳥會在冬天南飛避寒，甚至遠至西班牙。斯堪地那維亞半島和俄羅斯的歐亞鴝會飛至英國避冬。
由於第1年的死亡率很高，歐亞鴝平均壽命僅1.1歲，但若順利度過1歲，則壽命會較長，曾有記載一隻歐亞鴝生存了12年。
本物种常被误认为哈波·李的小说《杀死一只知更鸟》（To kill a mockingbird）标题中的鸟类，实际上mockingbird指的是原产于美洲的鸟类反舌鸟。

## 分類

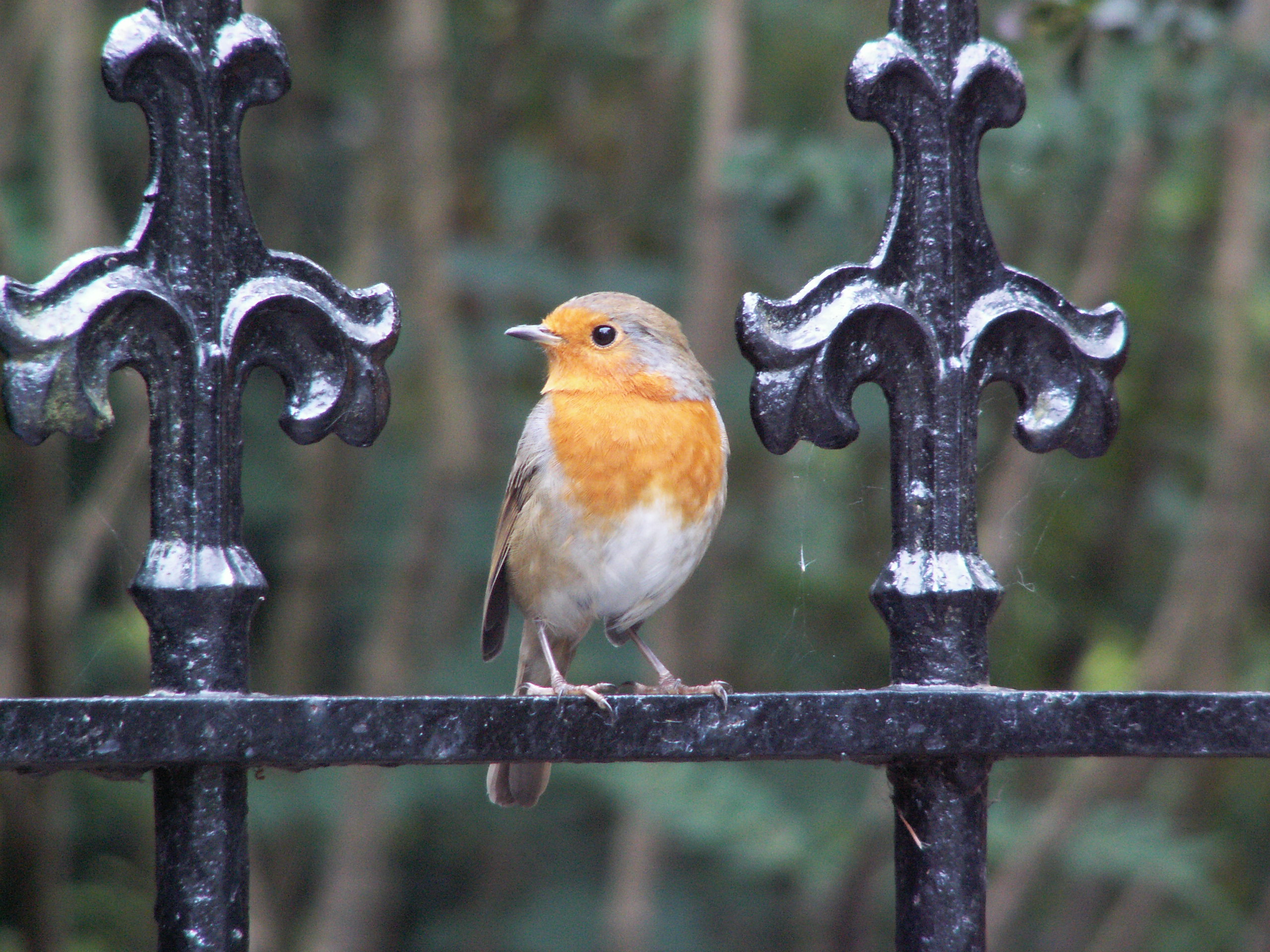
英國歐亞鴝（Erithacus rubecula melophilus）與大陸歐亞鴝十分相似

與其他食蟲鳥類一樣，歐亞鴝被歸類為鶲科。後來，鶲科-鸫亚科的關連分割開來，類似鸫亚科的鳥類被歸類為Erithacus屬，歐亞鴝和夜鶯也被歸於此屬。
不列顛群島的歐亞鴝（Erithacus rubecula melophilus）與歐洲大陸的歐亞鴝（E. r. rubecula）分別在於，前者胸前羽毛顏色較鮮艷，頂部呈綠色，而不是灰色。棲息於非洲西北部、科西嘉島及薩丁島的歐亞鴝為E. r. witherbyi。棲息在最東北面，體型較大，毛色較淡的為E. r. tataricus。在東南面，克里米亚上的為E. r. valens，高加索和外高加索北部的為E. r. caucasicus，而在外高加索東南部的E. r. hyrcanus則被視為瀕臨絕種。
棲息在馬德拉和亞述爾群島為E. r. microrhynchos。 最罕有的品種是特內里費島和大加那利岛的E. (r.) superbus。但加那利群島西部島嶼（如耶罗岛、拉帕爾馬島、戈梅拉岛）的歐亞鴝則與歐洲大陸的E. r. rubecula無異。

## 文化意義

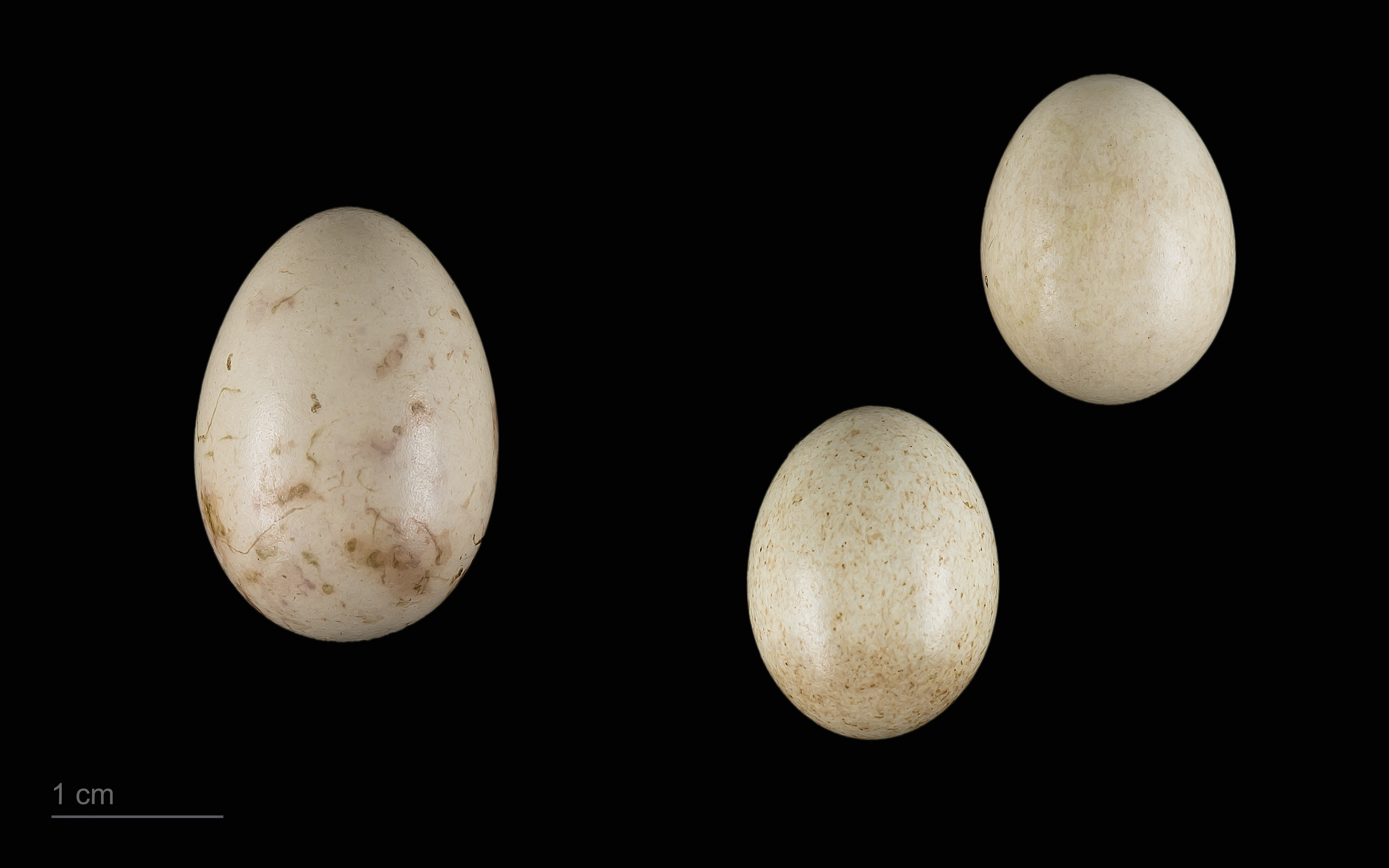
卵 Cuculus canorus canorus 在巢中 Erithacus rubecula

歐亞鴝與聖誕節關係密切，在聖誕卡和聖誕紀念郵票上常可見到歐亞鴝的蹤影。另外，根據英國古老傳說，歐亞鴝的羽毛本來是啡色，當耶穌被釘十字架時，牠飛往耶穌耳邊唱歌紓緩耶穌的痛楚，耶穌身上的血於是染在歐亞鴝身上，自此牠胸脯羽毛的顏色便變為鮮紅色。
英國並沒有正式的國鳥。1960年代泰晤士報的讀者票選出歐亞鴝為最受歡迎鳥類。以後，儘管幾經遊說，英國政府還是沒有積極推動國鳥這個概念。歐亞鴝曾被用作護鳥協會的一個標誌，但只是用了幾年而已。
英國兩支足球隊布里斯托尔城足球俱乐部和斯文登足球俱乐部的绰号是“The Robins”，因為兩支球隊的主場顏色均為紅色。
中华民国于民國55年左右执行的知更鳥任務（Robin Mission），对中国大陸进行近海偵巡，低空蒐集電子情報。
《谁杀死了知更鸟》，一首英文童谣，有多部相关的同名作品。2017年台湾电影《目擊者》的英文名称就是 Who Killed Cock Robin。